# 32270 Inokuchihiroo
32270 Inokuchihiroo è un asteroide della fascia principale. Scoperto nel 2000, presenta un'orbita caratterizzata da un semiasse maggiore pari a 2,7959287 UA e da un'eccentricità di 0,1023930, inclinata di 6,44171° rispetto all'eclittica.